# Welgelegen (Utrecht)
Welgelegen is een buurt in de wijk West in Utrecht, de hoofdstad van de Nederlandse provincie Utrecht. De buurt ligt ten zuiden van de buurt Oog in Al. Samen met het ten westen gelegen buurtje Den Hommel telde de buurt in 2023 1.810 inwoners.
Deze buurt ligt ingeklemd tussen de Leidseweg in het noorden, het Merwedekanaal aan de oostkant, de Weg der Verenigde Naties aan de zuidzijde en de Pijperlaan in het westen. De buurt draagt de naam van een voormalige boerderij op de plaats van een 19e-eeuws landhuis, dat sinds 1991 deel uitmaakt van het appartementencomplex Park Welgelegen. Naast huizen is er in deze buurt een bedrijventerrein.
De buurt bestaat uit de volgende negen straten: Rachmaninoffplantsoen, Bartoklaan, Strawinskylaan, Deliuslaan, Franz-Lisztplantsoen, Gershwinlaan, Ravellaan, Schönberglaan, Peter Schathof, Verdilaan en Vivaldiplantsoen.